# Perjési Klára
Perjési Klára (Gyula, 1947. szeptember 28. –) magyar politikus, orvos, 2006-2010 között MSZP-s országgyűlési képviselő, az MSZP-SZDSZ színeiben 2002 és 2010 között Gyula város polgármestere volt.

## Élete
Szülővárosában él férjével, dr. Szabó József nőgyógyász-onkológussal, három lányuk van. Az Erkel Ferenc Gimnázium elvégzése után 1972-ben a Szegedi Orvostudományi Egyetemen summa cum laude minősítéssel diplomázott. Később szakközgazdász másoddiplomát is szerzett. A rendszerváltás előtt orvosként dolgozott, 1989-2002 között az Országos Egészségbiztosítási Pénztár ellenőrző főorvosa volt. 1998-tól 2002-ig alkalmanként igazságügyi szakértőnek is felkérték. MSZMP-tag 1984-88 között. 1992-ben alapította a „Gyula és környéke” Jóléti Szolgálat Alapítványt. Az Egészséges Városok Országos Szövetségének alapító tagja és gyulai elnöke 1988-ban. Alapító tagja, 2002-ig elnöke az Egészségbiztosítási Orvosok Egyesületének.
A 2002-es önkormányzati választáson nagy fölénnyel, szocialista támogatással szerezte meg Gyula polgármesteri posztját. A 2006-os önkormányzati választásokon ismét polgármesterré választották, de 2010-ben már nem indult a polgármesteri székért.
A 2006-os országgyűlési választáson Békés megye 2. választókerületében egyéni mandátumot szerzett. 2006. május 30-ától 2010 májusáig az Országgyűlés egészségügyi bizottságának tagja volt. A 2010-es választáson nem sikerült mandátumot szereznie.